# Shake Shack
Shake Shack é uma cadeia americana de restaurantes fast casual sediada na cidade de Nova Iorque. Começou por ser um carrinho de cachorros-quentes no Madison Square Park em 2001 e a sua popularidade não parou de crescer. Em 2004, recebeu uma licença para abrir um quiosque permanente no parque, expandindo o seu menu de cachorros-quentes ao estilo nova-iorquino para um com hambúrgueres, cachorros-quentes, batatas fritas e os seus milkshakes homônimos.
Desde a sua fundação, tem sido uma das cadeias alimentares de crescimento mais rápido, acabando por se tornar uma empresa pública que se candidatou a uma oferta pública inicial de ações no final de 2014. O preço da oferta foi fixado em 29 de janeiro de 2015; o preço inicial das suas ações era de US$ 21, subindo imediatamente 123% para US$ 47 no seu primeiro dia de negociação.
A Shake Shack Inc. possui e opera mais de 400 estabelecimentos em todo o mundo.

## História
O primeiro restaurante Shake Shack foi inaugurado em 2004 no Madison Square Park, na Madison Square, no Flatiron District, em Manhattan, sob o impulso do restaurateur Danny Meyer e do Union Square Hospitality Group1, que administra vários restaurantes na área da Union Square. O edifício foi projetado pela Sculpture in the Environment2, uma empresa de Lower Manhattan.
Desde então, a rede de fast-food se espalhou pelo resto dos Estados Unidos e também pelo resto do mundo, Europa e Ásia. Com seus quatro Shake Shacks, Londres é a cidade europeia com o maior número desses restaurantes.

## Cardápio
Os shakes do Shake Shack foram avaliados como "alguns dos melhores do setor". Ele também vende hambúrgueres de frango, batatas fritas, cachorros-quentes, cremes congelados, além de cerveja e vinho. Em cada novo local, o cardápio de bebidas é personalizado de acordo com os sabores locais da cidade em que opera. Seu produto mais famoso é o ShackBurger. Disponível em versão simples ou dupla, ele contém um hambúrguer de carne bovina, queijo americano, alface, tomate e um molho exclusivo conhecido como Shack Sauce.

## Polêmica com a polícia de Nova Iorque
Em junho de 2020, organizações policiais acusaram falsamente os funcionários de um restaurante Shake Shack em Lower Manhattan de envenenar dois policiais com alvejante depois que eles relataram que seus shakes tinham um gosto estranho. As acusações se originaram on-line da Detectives' Endowment Association e da Police Benevolent Association of the City of New York, e foram amplamente compartilhadas nas mídias sociais antes de serem divulgadas por vários meios de comunicação. Uma investigação policial não encontrou nenhum crime por parte dos funcionários do Shake Shack e o restaurante foi inocentado de qualquer irregularidade. Mais tarde, o Shake Shack declarou que o gosto estranho das bebidas pode ter sido causado por uma limpeza incorreta de uma máquina de milkshake.